# Agrochola oropotamica
Agrochola oropotamica är en fjärilsart som beskrevs av Edward P. Wiltshire 1941. Agrochola oropotamica ingår i släktet Agrochola och familjen nattflyn. Inga underarter finns listade i Catalogue of Life.